# Chiara Simionato
Chiara Simionato (née le 4 juillet 1975 à Trévise, en Vénétie) est une patineuse de vitesse italienne spécialiste du sprint. Ella a pris part à trois Jeux olympiques, en 2002, 2006 et 2010.

## Palmarès

### Jeux olympiques
- Jeux olympiques d'hiver de 2006 à Turin ( Italie) :
  - 5e sur 1500 m

### Championnats du monde de sprint
- 5e en 2005 à Salt Lake City
- Médaille de bronze en 2006 à Heerenveen
- 5e en 2007 à Hamar

### Coupe du monde
- Vainqueur du classement du 1 000 m en 2005 et 2007.